# Dries Kreijkamp
André Peter Arnold (Dries) Kreijkamp (Tegelen, 31 januari 1937 – Vlijmen, 26 november 2014) was een Nederlandse kunstenaar.
Kreijkamp volgde diverse kunstgerelateerde opleidingen en zijn oeuvre is veelzijdig. Zo was hij beeldhouwer, ontwerper, musicus en architect.
Van 1973 tot 1976 verbleef Kreijkamp op Curaçao, waar hij les gaf aan bekende kunstenaars als Hortence Brouwn.

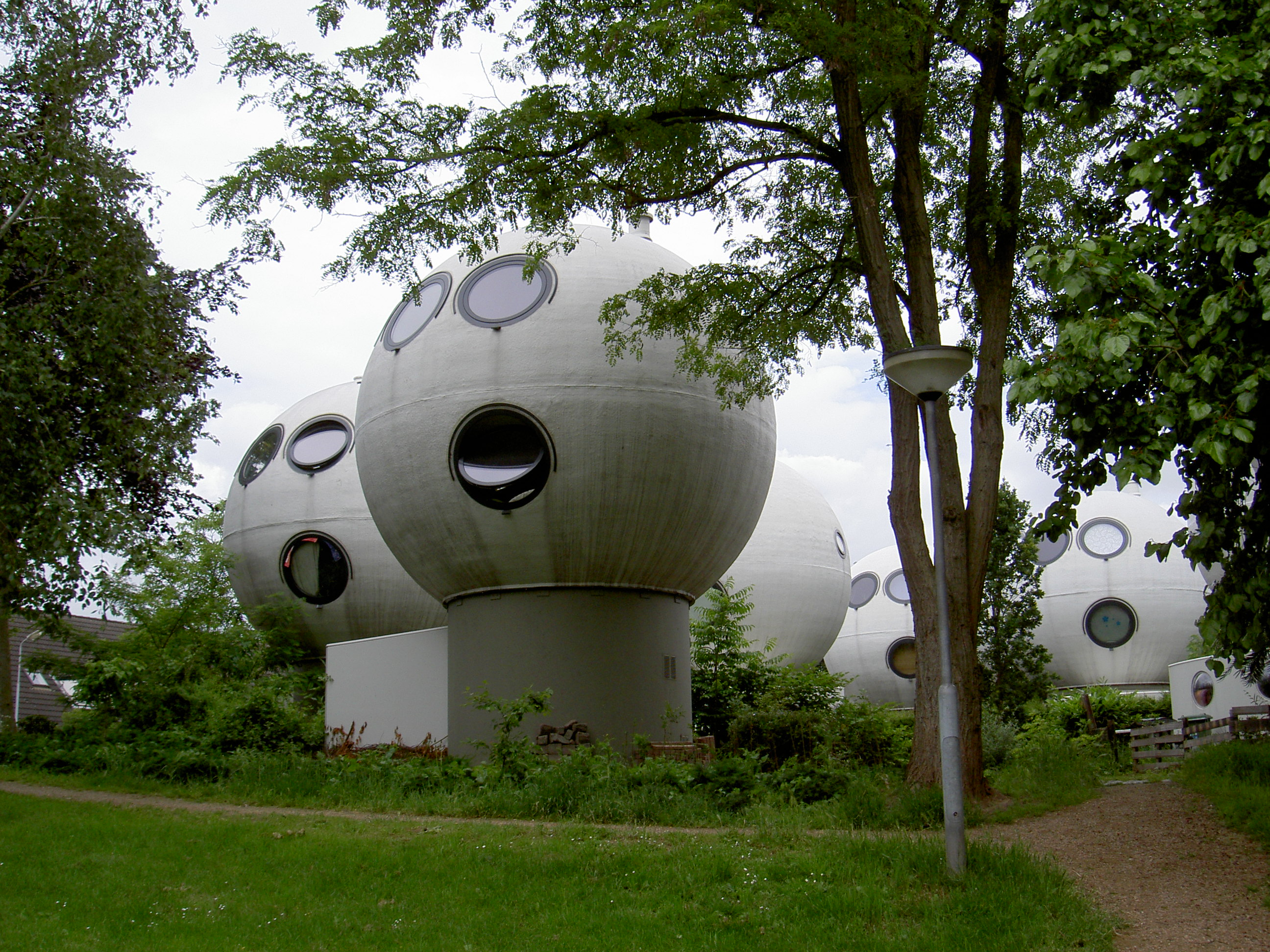
Bolwoningen in 's-Hertogenbosch

Tot zijn bekendste werk behoren de bolwoningen die in 1984 in 's-Hertogenbosch zijn gerealiseerd. De eerste twee prototypen, gemaakt van glasvezelcement, verrezen eind jaren zeventig nabij zijn huis in Vlijmen. De bolwoning is geschikt voor niet meer dan twee personen.
Kreijkamp overleed in 2014 op 77-jarige leeftijd in zijn woonplaats Vlijmen.